# 武藤裕治
武藤裕治（日语：／ Mutō Yuji，本名：武藤 裕治（日文讀音相同），1962年3月27日—），日本男性動畫演出家、動畫導演。出身於埼玉縣八潮市。自由身。
他曾經以本名和的名義活動。

## 來歷
武藤裕治從小就喜歡畫畫和看電影，並以成為動畫作家為目標進入東京設計師學院（現東京網路傳輸學校）。畢業後，他加入了AUBECK。從事動畫師工作後，師從小華和為雄，並於1987年以電視動畫《城市獵人》第35話作為演出家出道。1989年，以OVA首次擔任導演。
離開AUBECK後，他加入了「Project Team Sara」。當時，Sara在SHIN-EI動畫臨時工作，他在這段時間的工作導致了他後來與《蠟筆小新》有所聯繫。幾年後，他成為自由工作者。
作為1993年上映動畫電影《暖暖日記》的動畫導演，他主要指導原畫以後的所有工作。
當時在製作團隊的主任和田泰向他介紹了電視動畫《蠟筆小新》，並於1998年開始作為演出參與製作。2004年2月，他在負責動畫開場動畫的分鏡後擔任導演，並於同年4月左右接替原惠一被任命為導演（實際交接是在7月）。他是同一部動畫所有導演中任期最久的。他也為片頭曲「輕輕鬆鬆」創作歌詞。2005年至2007年擔任此作品電影版的導演。
自2003年起定期播出的「挨揍兔（或譯作消氣兔）系列」除了『挨揍兔之泡沫傳說』外，均由中弘子編劇、武藤編導。有一集劇本是從毛絨玩具角度「物以稀為貴」的想法寫的，但當武藤進行編導時，他戲劇性地改編了它，並將其完成為一個完全的驚悚作品。當看到作品完成時，中弘子感到非常驚訝。此外，從「挨揍兔」續集開始，中弘子就以驚悚為主題寫劇本，武騰負責分鏡和演出。
他也是特攝影集的愛好者，經常向特攝作品致敬，例如《極限女孩》和《蠟筆小新》與《正宗哥吉拉》合作的「新之助大戰正宗哥吉拉哦」（2016年播出）中融入了許多對特攝作品的致敬。

## 參加作品

### 電視動畫
1987年
- 城市獵人（分鏡、演出）※武藤裕治名義。

1988年
- 美味大挑戰（演出）※名義

1989年
- 衝鋒四驅郎（分鏡、演出）※武藤裕治名義。

1990年
- 我是鶴姬！（日语：つる姫じゃ〜っ!）（演出）
- 我他彼此（日语：ペエスケ）（作畫監督、原畫、分鏡、演出）※武藤裕治、名義。

1991年
- 烏龍少爺（日语：おぼっちゃまくん）（分鏡、演出）※武藤裕治、名義。
- 妙妙殭屍（日语：どろろんぱっ!）（作畫監督、原畫、分鏡、演出）
- 21衛門（原畫）※武藤裕治名義。

1993年
- 奇蹟☆女孩（分鏡、演出）※武藤裕治名義。
- 劍勇傳說YAIBA（演出）※武藤裕治名義。
- 秀逗泰山阿達♡（分鏡）
- 家有賤狗（分鏡、演出） ※武藤裕治名義。

1994年
- 中崎達也超級搞笑劇場（日语：中崎タツヤスーパー ギャグシアター）（作畫）
- 貓狗寵物街 (第2期)（導演、分鏡）※武藤裕治名義。

1995年
- 漫畫日本昔話（日语：まんが日本昔ばなし）（作畫、演出）※武藤裕治名義。
- 空想科學世界（分鏡、演出）※武藤裕治名義。
- 熊之噗太郎（日语：クマのプー太郎）（導演、分鏡）
- 鬼神童子ZENKI（分鏡）※名義。

1996年
- 玩偶遊戲（分鏡）※武藤裕治名義。
- 少年桑塔的大冒險（日语：サンタクロースの冒険#テレビアニメ）（導演、分鏡）
- 烏龍派出所（分鏡）

1997年
- 靈異獵人（導演）
- 科學情人（導演、分鏡）
- 忍企鵝真丸（日语：忍ペンまん丸）（演出）

1998年
- 蠟筆小新（導演（第3代／2004年—）、編劇、分鏡、演出、原畫）
- 哆啦A夢 (1979年版) （分鏡、演出）
- 萬能文化貓娘（分鏡）
- （首席演出）
- 吉本無知子物語（日语：ヨシモトムチッ子物語）（分鏡、演出）

1999年
- 網路安琪兒（導演、分鏡、演出）

2000年
- 網路安琪兒 (第2期)（導演、分鏡、演出）

2001年
- 華麗的機會（日语：チャンス〜トライアングルセッション〜）（分鏡）

2002年
- 陸上防衛隊（分鏡）

2003年
- 青青校樹（導演、分鏡、演出）
- 廢棄公主（分鏡）

2004年
- 極限女孩（導演、原案、分鏡、演出）

2010年
- SHIN-MEN（日语：SHIN-MEN）（導演〈第6話開始〉、分鏡、演出）

2014年
- 鄰座同學是怪咖（導演、分鏡、演出、OP分鏡&演出、ED分鏡&演出）

### 電影動畫
1993年
- 劇場版 暖暖日記（動畫導演）※武藤裕治名義。

2002年
- 歡迎來到Pia Carrot!! -沙耶香的戀愛物語-（導演、分鏡）

2005年
- 蠟筆小新：3分鐘百變大進擊（導演、編劇、分鏡）

2006年
- 蠟筆小新：Amigo！森巴入侵計畫（導演、分鏡）

2007年
- 蠟筆小新：小白的屁屁炸彈（導演、分鏡）

### OVA
1989年
- （導演）※武藤裕治名義。

2002年
- 電玩少女櫻吹雪（日语：アーケードゲーマーふぶき）（導演、分鏡、劇中遊戲語音）

2004年
- 青青校樹 Erolutions（導演）

2014年
- 鄰座同學是怪咖（導演）

### 遊戲
2006年
- 蠟筆小新：驚奇園地的傳說大絕戰！（日语：クレヨンしんちゃん 伝説を呼ぶ オマケの都ショックガーン!）（導演、編劇、人物設定）

2007年
- Destroy All Humans！（日语：デストロイ オール ヒューマンズ!）（編劇、監修）
- 蠟筆小新DS 蠟筆大作戰！（日语：クレヨンしんちゃんDS 嵐を呼ぶ ぬってクレヨ〜ン大作戦!）（編劇）

2008年
- 蠟筆小新：呼風喚雨的電影樂園大挑戰！（日语：クレヨンしんちゃん 嵐を呼ぶ シネマランド カチンコガチンコ大活劇!）（監修）

2009年
- 蠟筆小新：黏土造型大變身！（日语：クレヨンしんちゃん 嵐を呼ぶ ねんどろろ〜ん大変身!）（編劇監修、插入歌作詞）

2010年
- 蠟筆小新：呆呆忍者傳前進吧！春日部忍者隊！（日语：クレヨンしんちゃん おバカ大忍伝 すすめ!カスカベ忍者隊!）（編劇監修、插入歌作詞）
- 蠟筆小新：驚奇園地的傳說大絕戰！（日语：クレヨンしんちゃん 伝説を呼ぶ オマケの都ショックガーン!）（編劇監修、插入歌作詞）

2011年
- 蠟筆小新：宇宙功夫!? 友情的笨蛋空手道!!（日语：クレヨンしんちゃん 宇宙DEアチョー!? 友情のおバカラテ!!）（編劇監修）

## 腳註

## 相關項目
- 日本動畫師列表（日语：アニメ関係者一覧）

## 外部連結
- 武藤裕治的X（前Twitter） （日語）